# خيسوس إميليو راميريز
خيسوس إميليو راميريز (بالإسبانية: Jesús Emilio Ramírez)‏ هو عالم فيزياء الأرض كولومبي، ولد في 25 أبريل 1904، وتوفي في 1981.